# Maciej Wysocki
Maciej Wysocki (ur. 1983 w Białymstoku) – tłumacz dubbingowy i dialogista. Autor tłumaczeń telewizyjnych programów dokumentalnych, sportowych i rozrywkowych. Wraz z Anną Wysocką jest autorem tekstu piosenki czołówkowej serialu Pokémon: Diament i Perła.

## Dialogi
- 2018: Cupcake i Dino: Do usług
- 2017: Jedenastka
- 2017: Klopsiki i inne zjawiska pogodowe
- 2016: Projekt Mc²
- 2015: Między nami, misiami
- 2015: Transformers: Robots in Disguise
- 2014: Rysuj i graj
- 2014: Kirby Buckets
- 2013: Japanizi Gonić Gonić Gong
- 2013: Power Rangers Megaforce
- 2013: Anna i androidy
- 2012: Wodogrzmoty Małe
- 2011: Winx Club: Magiczna przygoda
- 2010: Zeke i Luther
- 2010: Power Rangers RPM
- 2010: Hero 108
- 2009: Podniebny pościg
- 2009: Bakugan: Młodzi wojownicy
- 2009: Aaron Stone
- 2009:  Dzieciak kontra Kot
- 2009: O, kurczę!
- 2008: Inazuma 11
- 2008: Bujdy na resorach
- 2008: Supa Strikas: Piłkarskie rozgrywki
- 2008: Tajemnica Rajskiego Wzgórza
- 2008: Milly i Molly (odc. 4-6, 8-9, 14-15)
- 2008: Świat Questa
- 2007: Czarodzieje z Waverly Place
- 2007: Klub Winx – tajemnica zaginionego królestwa
- 2007: Pokémon: Wymiar walki (odc. 1, 3-4, 6-8, 12-13, 17-19, 21-22, 25-27, 31-32, 38)
- 2007: Miejskie szkodniki (odc. 3-4, 8-21)
- 2006: Kacper: Szkoła postrachu
- 2006-2008: Team Galaxy – kosmiczne przygody galaktycznej drużyny (odc. 22-23, 34-39, 49-51)
- 2006: Nowa szkoła króla (odc. 48, 49)
- 2006: Yin Yang Yo! (odc. 29-32, 35-37, 43, 46)
- 2006: H2O – wystarczy kropla (odc. 6-8, 12-13, 35-39)
- 2006: Power Rangers: Mistyczna moc (odc. 15-17, 21-23)
- 2006: Pucca
- 2006: Klub Winx
- 2006: Galactik Football (odc. 31-32)
- 2005: Doraemon
- 2005: Planeta Sketch
- 2004-2007: Leniuchowo (odc. 18-20, 22-23, 27-28, 30-37, 40-43, 45-49)
- 2003-2007: Miffy
- 2002-2007: Naruto (odc. 27-32, 41-44, 47-80, 87-89, 92-96, 102-104)
- 2001-2007: Ach, ten Andy! (odc. 67-68, 70, 72, 77)
- 1998-1999: Zły pies (odc. 27-28, 31-33, 35-36, 40)
- 1992: Barney i przyjaciele
- 1984-2007: Tomek i przyjaciele
- O Świętych dla dzieci